# Uroobovella coronata
Uroobovella coronata es una especie de arácnido del orden Mesostigmata de la familia Urodinychidae.

## Distribución geográfica
Se encuentra en Somalia.